# Nordelta

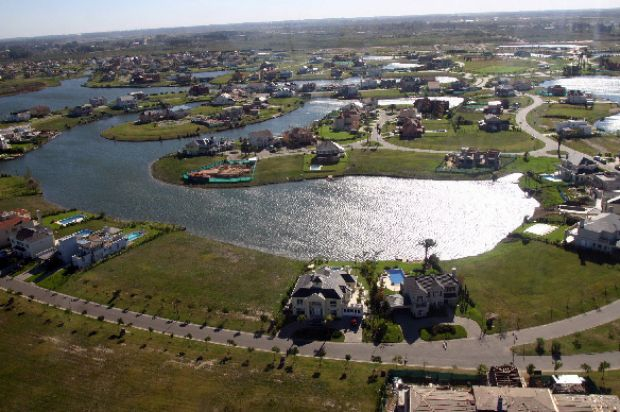
Nordelta

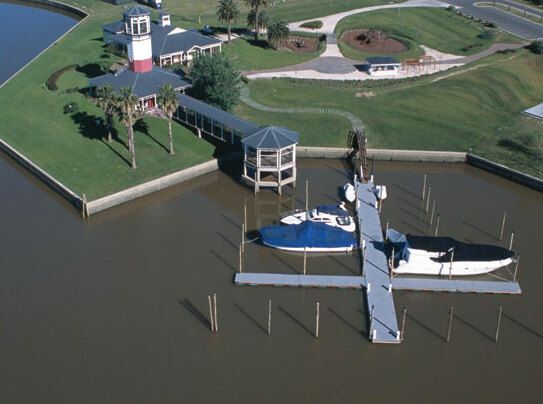
Río Sarmiento

Nordelta es una localidad urbana en el Partido de Tigre, Provincia de Buenos Aires, Argentina, en la zona norte del aglomerado Gran Buenos Aires.

## Historia y Características
Nordelta nació de una idea de Julián Astolfoni en 1972, quien se inspiró en las Villes Neuves de París y otros emprendimientos urbanísticos de Europa. La intención fue atender una demanda insatisfecha, dado que en Gran Buenos Aires no había urbanizaciones que pudieran ofrecer adecuadas infraestructuras de saneamiento y otros servicios, junto con una planificación urbanística racional, integrada y previsible.
El proyecto fue aprobado en 1992 por la Provincia de Buenos Aires. En 1998, Julián Astolfoni y Eduardo Costantini se asociaron para comenzar a hacer realidad la idea. 1999 fue el año de lanzamiento del primer barrio, La Alameda, y en el año 2000 se entregó el primer lote para su construcción. 
Nordelta constituye hoy un Núcleo Urbano, que cuenta con más de 24 barrios, 50 consorcios, una amplia comunidad educativa, centro médico, polo comercial, áreas náuticas, un completo club deportivo, y el futuro Centro Cívico donde se ubican la Iglesia Católica y el Templo Judaico.
Sus 35.000 habitantes tienen todos los servicios que se encuentran en las ciudades y de ellos se nutren también las localidades vecinas. Dentro del partido de Tigre, Nordelta tiene carácter de localidad.
Asociación Vecinal Nordelta administra los servicios de la ciudad y de los barrios que la componen. Las casas en la ciudad pueblo empiezan desde los 200 m² a los 2500 m², con valores entre US$300.000 a US$6.000.000. En el área pública se encuentra emplazado el hotel Intercontinental en el sector de la Bahía Grande. Posteriormente el hotel cambió a la cadena Wyndham. El emprendimiento es propiedad de Eduardo Constantini. En términos de religión, cuenta con una parroquia (Parroquia sagrada familia) y con un centro judaico (judaica norte Nordelta).

## Escuelas
Dentro de Nordelta se encuentran varios establecimientos educativos:
- Colegio Cardenal Pironio - Grupo Educativo Marín
- Colegio Michael Ham
- Colegio Northlands
- Colegio ST Luke´s
- Colegio Northfield
- Colegio Northville

## Deportes
Muchos de los barrios tienen sus propias áreas deportivas. Además el Club Nordelta nuclea varios deportes. 
- Fútbol
- Remo
- Natación
- Canotaje
- Guardería náutica
- Tenis
- Golf
- Atletismo
- Buceo
- Rugby

## Barrios
La ciudad cuenta con veintinueve barrios:
- Bahía Grande
- Bahía Chica
- El Golf
- El Hurling
- Los Lagos del Golf
- La Isla
- Los Castores
- Las Castoras
- Portezuelo
- Las Caletas
- Las Glorietas
- La Alameda
- Barrancas del Lago
- Los Sauces
- Cabos del Lago
- Los Alisos
- El Puerto
- El Yacht
- Los Lagos
- Lago Escondido
- El Palmar
- El Portal
- Puerto Escondido
- Sendero
- Tipas (ex los Tilos)
- Islas del Golf
- Virazón
- Los Pinos
- Islas del Canal
- Los Castaños
- Las Piedras
- Los Puentes
- Oceana

## Datos jurisdiccionales
El núcleo urbano de Nordelta surge de un Plan Director que fue aprobado por el Decreto de la Provincia de Buenos Aires n.º 1736/92 y Ordenanza Municipal del Partido de Tigre 1297/92. La Ordenanza Municipal 2524 promulgada mediante Decreto 806, expedientes números 4112-27.893/02, 4112-438/03 y HCD-3/03, entre otros temas, designa Nordelta como localidad, con fecha 17 de junio de 2003.

## La muerte de Gustavo Andrés Deutsch
El 14 de septiembre de 2014, Nordelta llamó la atención de todo el país por la avioneta que cayó en una casa country. Viajaba en la avioneta el exdueño de LAPA, Gustavo Andrés Deutsch. Deustch llevaba a su esposa y chocó en la tarde del 14 de septiembre de 2014. Eso le costó la vida a él y a su esposa.

## Críticas
Nordelta, junto con otros emprendimientos similares, ha sido criticado duramente por contribuir a inundaciones de barrios cercanos. Esto se debe a que ha sido construido sobre humedales que capturaban parte del agua excedente. Además, se han construido terraplenes que mantienen toda el agua fuera de Nordelta, y la concentran en los barrios aledaños.
Por otra parte algunos vecinos se resisten a vivir en un entorno natural preservando las especies autóctonas, y en varios casos han erradicado ilegalmente a aves que habitaban esas tierras.
Por otra parte los desarrolladores, para mejor rendimiento económico de los lotes que comercializan, le cambiaron el curso natural al arroyo Las Tunas, impactando en los barrios vecinos.